# Dmitrij Prigow
Dmitrij Aleksandrowicz Prigow (ros. Дми́трий Алекса́ндрович При́гов, ur. 5 listopada 1940 w Moskwie, zm. 16 lipca 2007 tamże) – rosyjski artysta niezależny, poeta, rzeźbiarz i performer.

## Życiorys
Współtwórca soc-artu (radziecki odpowiednik pop-artu), oraz tak zwanej moskiewskiej szkoły konceptualizmu. Był jednym z pierwszych artystów w ZSRR wykorzystującym performance jako formę sztuki. Po przemianach demokratycznych i rozwiązaniu Związku Republik Radzieckich, posługiwał się w swojej twórczości głównie symboliką zaczerpniętą z kultury chrześcijańskiej.
Zmarł w wieku 66 lat w moskiewskim szpitalu na skutek rozległego zawału serca.